# National Board of Review Awards 1974
La 46ª edizione dei National Board of Review Awards si è tenuta il 25 dicembre 1974.

## Classifiche

### Migliori dieci film
- Gang (Thieves Like Us), regia di Robert Altman
- L'ultima corvé (The Last Detail), regia di Hal Ashby
- Daisy Miller, regia di Peter Bogdanovich
- Una moglie (A Woman Under the Influence), regia di John Cassavetes
- La conversazione (The Conversation), regia di Francis Ford Coppola
- Lenny, regia di Bob Fosse
- I tre moschettieri (The Three Musketeers), regia di Richard Lester
- Assassinio sull'Orient-Express (Murder on the Orient Express), regia di Sidney Lumet
- Harry e Tonto (Harry and Tonto), regia di Paul Mazursky
- Chinatown, regia di Roman Polański

### Migliori film stranieri
- Scene da un matrimonio (Scener ur ett äktenskap), regia di Ingmar Bergman
- Il fantasma della libertà (Le fantôme de la liberté), regia di Luis Buñuel
- Amarcord, regia di Federico Fellini
- Cognome e nome: Lacombe Lucien (Lacombe Lucien), regia di Louis Malle
- Il pedone (Der Fußgänger), regia di Maximilian Schell

## Premi
- Miglior film: La conversazione (The Conversation), regia di Francis Ford Coppola
- Miglior film straniero: Amarcord, regia di Federico Fellini
- Miglior attore: Gene Hackman (La conversazione)
- Miglior attrice: Gena Rowlands (Una moglie)
- Miglior attore non protagonista: Holger Löwenadler (Cognome e nome: Lacombe Lucien)
- Miglior attrice non protagonista: Valerie Perrine (Lenny)
- Miglior regista: Francis Ford Coppola (La conversazione)
- Menzioni speciali:
  - Il viaggio fantastico di Sinbad, Terremoto e L'inferno di cristallo per gli eccezionali effetti speciali
  - Robert G. Youngson per il suo venticinquennale lavoro con le compilations cinematografiche
  - L'industria cinematografica, per la crescente attenzione nel casting secondario in molti film